# Raaketjärvi, Norrbotten
Raaketjärvi är en sjö i Pajala kommun i Norrbotten och ingår i Kalixälvens huvudavrinningsområde.